# 碎冰锥

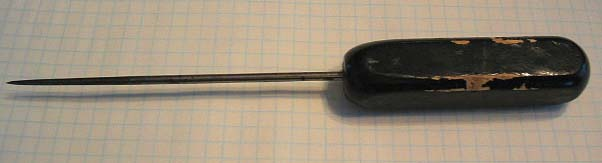
碎冰錐

碎冰錐又稱為冰鋤、鑿冰器、碎冰器，是一種用來把大的冰塊敲碎的尖刺工具。碎冰錐尖銳的部分一般用堅硬金屬製造，其後的柄可以用來敲擊。在現代冰箱發明之前，碎冰錐是用來取冰非常重要的工具。

## 凶器
在電影本能中，莎朗史東用碎冰錐作凶器。而2012年的林俊遇害案中，兇手也是拿碎冰錐多次刺殺受害者。